# Gloria Stewart
Gloria Jean Owens - nom de casada Gloria Stewart - (1926 - Illa d'Eivissa, 1974) fou una cantant de jazz nord-americana que va tenir una carrera de cert renom però fugaç a casa nostra. Actuà a la cava Jamboree en la primera etapa de vida d'aquest local de la Plaça Reial i també als teatres Talia i Victòria. Va tenir una paper curt a la pel·lícula "Juventud a la intemperie". Es va casar amb Harold Manly Stewart. Va cantar en l'orquestra de George Cates i tenia sovint actuacions al club de jazz The Living Room de Manhattan. El 1959 va anar a viure a Barcelona (una ciutat que ja la coneixia per una visita anterior). Amb els germans Hand va participar en diversos programes de ràdio. Quan Tete Montoliu va abandonar temporalment el Jamboree, Gloria Stewart fou membre del conjunt de Salvador Font Mantequilla i Josep Farreras (el Jamboree Jazz Stars); quan Tete Montoliu va tornar, ella va continuar essent la cantant. Arran d'un fosc afer ("El crim dels existencialistes" popularment conegut com El crim del carrer Aragó) tot i ésser innocent, per ser un dels implicats conegut seu, va ser expulsada del nostre país amb motiu de no tenir els papers de residència. Va morir d'un atac de cor.

## Discografia
- Gloria Stewart-Jazz for Dancing (Elite, 1965), versió britànica de Hair
- Manhattan Blues.single de la pel·lícula Juventud a la intemperie (Ignacio F. Iquino, 1961).

## Font
- http://ccaa.elpais.com/ccaa/2012/12/06/catalunya/1354790155_808879.html